# Lidia Valentín Pérez
Lidia Valentín Pérez (Ponferrada, 10 de febrer de 1985) és una esportista que competeix en halterofília, dues vegades campiona en l'Europeu d'Halterofília i medallista de bronze en el Mundial d'Halterofília.
Ha guanyat una medalla de bronze en el Campionat Mundial d'Halterofília de 2013, vuit medalles en el Campionat Europeu d'Halterofília entre els anys 2007 i 2015 i una medalla de bronze als Jocs Olímpics d'Estiu de 2016.

## Trajectòria esportiva

### Jocs Olímpics
Ha participat en tres Jocs Olímpics: A Pequín 2008 va aconseguir el cinquè lloc en la categoria de 75 kg amb un total de 250 kg (115 kg en arrencada i 135 kg en dos temps). No obstant això, obtendria la plata amb les descalificacions de la campiona, Lei Cao, i la búlgara Iryna Kulesha, quarta, després de la reanàlisi de mostres 8 anys després, juntament amb la desqualificació de la rusa Nadezhda Evstiukhina, bronze, positiu desvetllat al juny del 2016.
A Londres 2012 va quedar en quart lloc en la mateixa categoria; la seva marca de 265 kg va quedar a tan sols 4 kg del bronze olímpic. No obstant això a causa de la desqualificació de la kazakh Svetlana Podobedova, la rusa Natalya Zabolotnaya i la bielorrusa Iryna Kulesha, que formaren el pòdium a Londres, podria obtenir la medalla d'or 4 anys després de la disputa de la prova olímpica.
A Río 2016 va obtenir medalla de bronze en la mateixa categoria (menys de 75 kg) amb un total de 257 kg (116 kg en arrencada i 141 kg en dos temps).

### Campionat Mundial
En el Campionat Mundial d'Halterofília ha tingut una destacada participació concloent en cinquena posició en el Mundial de 2007, sisena en el Mundial de 2009, quinta en el Mundial de 2011 i medalla de bronze en el Mundial de 2013, on va aconseguir el segon lloc en arrencada (122 kg) i el tercer lloc en dos temps (138 kg), per fer un total de 260 kg.

### Campionat Europeu
En el Campionat Europeu d'Halterofília de 2007 va aconseguir la seva primera medalla continental amb el bronze. En l'edició de 2008 va millorar el seu resultat aconseguint la medalla de plata.
En 2009 va obtenir la medalla de bronze en la categoria de -75 kg, amb un total de 252 kg
En l'Europeu de 2011 va quedar en el tercer lloc amb les marques de 122 kg en arrencada i 142 kg en dos temps, amb un total olímpic de 264 kg. En l'Europeu de 2012 va obtenir la seva segona medalla de plata, amb un total olímpic de 260 kg. En l'Europeu de 2013 va repetir la medalla de plata amb un total olímpic de 255 kg (120 kg en arrencada i 135 kg en dos temps).
En l'Europeu de 2014 es va proclamar campiona continental, amb 121 kg en arrencada i 147 kg en dos temps, amb un total de 268 kg. Títol que va revalidar al següent any, en l'Europeu de 2015, amb 118 kg en arrencada, 145 kg en dos temps i amb un total de 263 kg.

## Palmarès internacional
| Jocs Olímpics     | Jocs Olímpics             | Jocs Olímpics | Jocs Olímpics |
| Any               | Lloc                      | Medalla       | Categoria     |
| ----------------- | ------------------------- | ------------- | ------------- |
| 2008              | Pequín R.P. de la Xina    |               | 75 kg         |
| 2012              | Londres Regne Unit        |               | 75 kg         |
| 2016              | Rio de Janeiro Brasil     |               | 75 kg         |
| Campionat Mundial |                           |               |               |
| Any               | Lloc                      | Medalla       | Categoria     |
| 2013              | Wrocław Polònia           |               | 75 kg         |
| Campionat Europeu |                           |               |               |
| Any               | Lloc                      | Medalla       | Categoria     |
| 2007              | Estrasburg França         |               | 75 kg         |
| 2008              | Lignano Sabbiadoro Itàlia |               | 75 kg         |
| 2009              | Bucarest Romania          |               | 75 kg         |
| 2011              | Kazán Rússia              |               | 75 kg         |
| 2012              | Antalya Turquia           |               | 75 kg         |
| 2013              | Tirana Albània            |               | 75 kg         |
| 2014              | Tel-Aviv Israel           |               | 75 kg         |
| 2015              | Tiflis Geòrgia            |               | 75 kg         |

## Millors marques
- Categoria -75 kg
  - Arrencada: 124 kg
  - Dos temps: 150 kg

## Condecoracions
| Distinció                                       | Any  |
| ----------------------------------------------- | ---- |
| Medalla de Plata - Real Orde del Mèrit Esportiu | 2014 |